# Line Offline Salaryman
Line Offline Salaryman ( ＬＩＮＥ ＯＦＦＬＩＮＥ サラリーマン ?,  ＬＩＮＥ ＯＦＦＬＩＮＥ Sararīman) è una serie anime della Shogakukan Productions, incentrata sulle figure di alcuni salaryman impiegati nell'azienda Line Corporation. Di genere umoristico, i 114 episodi che compongono l'anime hanno la durata di 3 minuti l'uno ed, eccetto casi particolari, sono indipendenti l'uno dall'altro.
I soggetti originari dell'animazione sono le mascotte della Shogakukan impiegate come emoticon nei servizi di messaggistica. Data la grande popolarità e il gradimento 
del prodotto, è stato deciso di lanciare una serie animata in cui, in una fittizia "Line Corporation", trovassero impiego e spazio le care mascotte tanto amate dagli utenti.

## Trama
Nella azienda Line Corporation lavora lo stressato Moon, assieme ai colleghi: Brown, Connie, James, Jessica e i responsabili Bucho e Sally. Nonostante regni sempre il buonumore tra le pareti dell'ufficio non mancano i momenti più difficili in cui si susseguono gag su gag e regna l'equivoco. 

## Personaggi
Moon ( ムーン ?,  Mūn)
Doppiato da Toshiyuki Morikawa
Impiegato affetto saltuariamente da crisi di dipendenza dal lavoro. La sua goffaggine spesso lo porta a scatenare inarrestabili gag comiche che gli si ritorcono contro. Legato ai colleghi, è particolarmente in confidenza con Brown che lo riaccompagna spesso a casa quando ubriaco, mentre litiga spesso senza serietà con Connie, soprattutto a causa della disattenzione di Moon che finisce per mangiare i budini della coniglietta o dirle che è ingrassata.
Poco attento alle apparenze, terrorizza letteralmente i colleghi ed in particolare le donne dell'ufficio con i lunghi peli che gli escono dal naso nei momenti meno opportuni.
 Brown ( ブラウン ?, Buraun)
Schivo ed efficiente impiegato dall'aspetto orsino. Brown non parla, preferendo digitare via email o telefono i suoi pensieri e le sue indicazioni; particolarmente legato a Moon, si occupa di riportare a casa l'amico dopo le serate passate a bere in compagnia dei colleghi. Brown sotto l'aria apparentemente tranquilla nasconde dei lati frivoli come la sua partecipazione silenziosa al coro dell'azienda o la sua passione per gli smalti dai colori sgargianti.
 Connie ( コニー ?,  Konī)
Doppiata da Aki Kanada
Responsabile grafica della compagnia. Particolarmente golosa, se sotto stress finisce per assumere grandi quantità di cibo - in particolare dolci e merendine - per scacciare il nervosismo. A causa della cattiva alimentazione finisce ciclicamente a dieta.
Sua amica e confidente è Jessica, giovane donna molto ammirata dalla coniglietta, che ne invidia il portamento e i modi raffinati. Riguardo ai colleghi: nutre una leggera e segreta infatuazione per James e avversa l'ingordigia di Moon, che senza avvedersene finisce per consumare spesso gli snack di Connie lasciati in frigorifero.
 James ( ジェームズ ?,  Jēmuzu)
Doppiato da Yuuto Kazama
Figlio del presidente del reparto addetto alle vendite, il giovane James difficilmente riesce a concentrarsi sul lavoro, preferendo di gran lunga ammirarsi negli spechiettiche ha disseminato lungo la scrivania e pavoneggiarsi narcisisticamente. Il suo bell'aspetto lo rendono una compagnia assai gradita per le donne d'ufficio mentre il suo carattere amichevole e spiritoso lo portano ad organizzare sovente delle uscite di gruppo con tutti i colleghi con destinazione bar e locali notturni dove rilassarsi in allegria. Nasconde, apparentemente senza alcun motivo particolare, una padella vecchia ed incrostata in un cassetto della scrivania.
 Manager ( 部長 ?,  Buchō)
Doppiato da Nobuo Tobita
Responsabile dell'ufficio, l'anziano manager ama trascorrere le ore d'ufficio giocando a solitario e, solo in caso di riunioni o problemi dei subordinati, dedicarsi all'attività lavorativa. La sua testa calva gode di particolare considerazione da parte dei sottoposti che rimangono sbalorditi dalla sua capacità di riflettere quasi come una superficie cristallina, i raggi solari.
 Jessica ( ジェシカ ?, Jeshika)
Doppiata da Sachi Kokuryu
Gattina addetta al reparto vendite, Jessica è una perfetta office lady, elegante e sempre impeccabile nel suo ruolo. Molto amica di Connie, si accompagna all'amica coniglietta sebbene la goffaggine di quest'ultima la coinvolga spesso in guai ed equivoci. È inoltre responsabile del coro dell'ufficio, attività cui partecipano solo lei e Brown, il quale invece che cantare si limita a fare mera presenza.
 Sally ( サリー ?,  Sarī)
Doppiata da Atsuko Enomoto
Responsabile del settore, Sally con le sue fattezze da papera viene inizialmente scambiata dai colleghi per una bambina smarrita. Grande osservatrice, Sally cerca in tutti i modi di aumentare la produttività dei suoi sottoposti, anche grazie ad un attento studio delle abitudini di ciascun impiegato. Amante di esoterismo, è consultata soprattutto per l'interpretazione dei sogni o di sinistri presagi, date le sue conoscenze dell'occulto e delle leggende folcloriche giapponesi metropolitane.